# Ciutat metropolitana de Roma Capital
La Ciutat metropolitana de Roma Capital (en italià Città metropolitana di Roma Capitale) és una ciutat metropolitana de la regió del Laci a Itàlia. La seva capital és Roma.
Té una àrea de 5.352 km², i una població total de 4.344.504 hab. (2016), sent la província més populosa d'Itàlia. Hi ha 121 municipis a la ciutat metropolitana.
L'1 gener 2015 va reemplaçar a la província de Roma.

## Principals municipis
| Municipi            | Població  |
| ------------------- | --------- |
| Roma                | 2.866.733 |
| Guidonia Montecelio | 88.238    |
| Fiumicino           | 75.378    |
| Pomezia             | 61.207    |
| Tívoli              | 56.568    |
| Anzio               | 53.760    |
| Velletri            | 52.998    |
| Civitavecchia       | 52.942    |
| Ardea               | 48.495    |
| Nettuno             | 48.346    |
| Marino              | 41.789    |
| Albano Laziale      | 40.828    |
| Monterotondo        | 40.522    |
| Ladispoli           | 41 546    |
| Ciampino            | 38.226    |
| Cerveteri           | 37.258    |
| Fonte Nuova         | 31.755    |